# Большое Лесное
Большо́е Лесно́е (устар. Сало-ярви) — озеро на Карельском перешейке в Выборгском районе Ленинградской области. Примерно посередине озера с юго-запада на северо-восток проходит граница Гончаровского сельского поселения и Каменногорского городского поселения.
Площадь поверхности — 1,7 км². Площадь водосборного бассейна — 8,4 км². Высота над уровнем моря — 9 м. В южной части много островов.